# Fifth Party System
Il Fifth Party System, conosciuto anche come "New Deal Party System", è la fase storica della politica nazionale americana iniziata nel 1932 con il New Deal, il piano di riforme lanciato dal presidente Franklin D. Roosevelt che allargò l'intervento ed il potere del governo federale in modo significativo e senza precedenti. Questa fase fu dominata dal Partito Democratico, in modo incontrastato fino al 1952, e venne innescata dal riallineamento dei blocchi elettorali e dei gruppi di interesse che sostenendo il Partito Democratico diede forza alla coalizione politica e sociale a sostegno del New Deal. Il riallineamento tra i gruppi fu caratterizzato, dopo la Grande Depressione, dal passaggio della maggior parte degli elettori neri, tradizionalmente sostenitori del GOP, al Partito Democratico. Per contro, alcuni democratici bianchi e conservatori degli Stati del Sud, quando il Partito Democratico divenne il partito dei diritti civili passarono al Partito Repubblicano; quest'ultimo processo subì un'accelerazione negli anni '60. Il Fifth Party System seguì il Quarto, solitamente chiamato Era Progressista, e fu seguito dal Sixth Party System, anche se non esiste un unanime consenso su quando sia iniziata questa ultima fase.

## Storia
L'inizio della Grande Depressione minò in modo rilevante la fiducia delle imprese nelle promesse di prosperità che distinsero le presidenze repubblicane che segnarono il Fourth Party System. Le quattro elezioni successive alla Depressione del 1929 - i.e., 1932, 1936, 1940 e 1944 tutte consecutivamente vinte da Franklin D. Roosevelt - determinarono e sancirono il predominio dei Democratici. In particolare, dalla schiacciante vittoria del 1936, in cui Roosevelt lasciò al suo avversario soli 8 voti nel Collegio elettorale, si consolidò il controllo della poltrona presidenziale da parte della coalizione politico sociale che appoggiava il New Deal: in più di trent'anni, dal 1932 al 1968, solo Dwight Eisenhower nel 1952 e nel 1956 riuscì a strappare la Casa Bianca agli esponenti democratici.
Nonostante gli insuccessi nelle corse presidenziali, l'area conservatrice, composta da repubblicani del nord e democratici del sud, ha generalmente avuto il controllo del Congresso dal 1938 al 1964. D'altra parte, la coalizione elettorale a sostegno del New Deal crebbe rapidamente, includendo una insolita varietà di gruppi di individui per l'epoca. Sebbene fosse ancora ampiamente costituita dai protestanti anglosassoni bianchi, che dominavano anche i conservatori, la coalizione New Deal crebbe fino ad includere anche nuovi gruppi elettorali etnico-religiosi, come cattolici ed ebrei, oltre a bianchi liberali del Sud, sindacalisti, operai delle città, intellettuali progressisti, contadini populisti e persino alcuni ex repubblicani del Nordest. Questi divennero i principali bacini elettorali del Partito Democratico e la loro centralità è perdurata nel tempo, mantenendola anche nell'era moderna.
Durante questo periodo anche il Partito Repubblicano subì un rilevante cambiamento ideologico che sancì la sua prima divisione in fazioni: una conservatrice, guidata dal senatore Robert A. Taft e poi da Barry Goldwater, e una liberale, guidata da Thomas Dewey, Nelson Rockefeller, Earl Warren, Jacob Javits, George W. Romney, William Scranton, Henry Cabot Lodge Jr. e Prescott Bush. L'ala liberale registrò più vittorie elettorali rispetto a quella dei conservatori che solo con l'elezione alla presidenza di Richard Nixon nel 1968, raccolsero la loro prima grande vittoria, poiché Eisenhower - unico altro presidente repubblicano durante il Fifth Party System - era maggiormente vicino alle posizioni più liberal. Tuttavia, il coinvolgimento di Nixon nello scandalo Watergate, oltre a rovinarlo politicamente, danneggiò gravemente l'immagine pubblica del Partito Repubblicano a livello nazionale, almeno fino al 1980, quando l'elezione di Ronald Reagan rivitalizzò con successo il Partito, allontanando di fatto gli ultimi resti della sua corrente liberale, che a questo punto erano tutti passati al Partito Democratico. Per questo motivo, l'elezione di Reagan è considerata come la fine del Fifth Party System e l'inizio della fase successiva, che probabilmente continua ancora oggi.

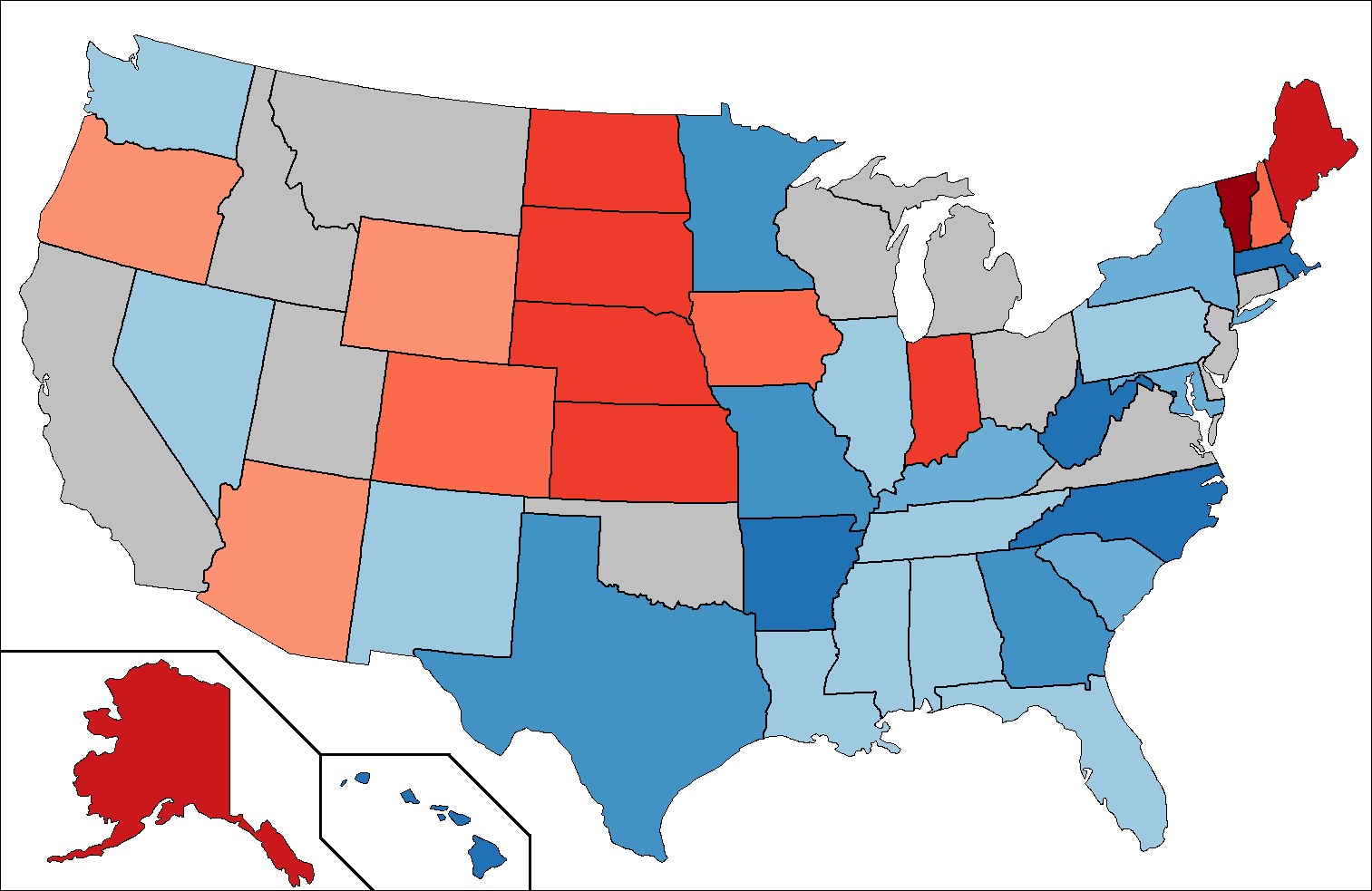
Risultati delle elezioni presidenziali degli Stati Uniti tra il 1932 e il 1976 (il periodo proposto per il Fifth Party System).

Il modello del sistema dei partiti negli Stati Uniti, con la sua numerazione e demarcazione cronologica fu introdotto nel 1967, da Chambers e Burnham. Gran parte del lavoro pubblicato sull'argomento è frutto del lavoro di politologi che, all'epoca, ritenevano imminente la rottura del Fifth Party System e l'avvio di una nuova fase, o addirittura suggerivano che questa transizione era già avvenuta qualche tempo prima. L'idea di porre fine al Fifth Party System era particolarmente popolare negli anni '70, con alcuni che estremizzavano il concetto, ipotizzando la data finale già nel 1960.
In Parties and Elections in America: The Electoral Process (2011), basandosi sulla politica elettorale americana iniziata negli anni '60, gli autori sostengono che vi sia un sostanziale consenso tra gli esperti sul fatto che il Fifth Party System sia terminato e che la fase successiva sia in corso, ma che non si possa demarcare in modo netto il percorso fatto per arrivare a tale risultato e neppure su quando ciò sia avvenuto:
Le opinioni su quando finì il quinto sistema bipartitico includono le seguenti ipotesi: le elezioni dal 1966 al 1968, l'elezione del 1972, gli anni '80, quando entrambi i partiti iniziarono a diventare più coesi e caratterizzati dalla contrapposizione reciproca, e gli anni '90, a causa delle divisioni culturali.
Stephen Craig sostiene che la fine del Fifth System sia da rintracciare nelle elezioni del 1972, quando Richard Nixon ottenne il voto favorevole di 49 stati. In particolare, Craig osserva che "i cambiamenti avvenuti durante gli anni '60 sono stati così grandi e così pervasivi che gridano per essere definiti un periodo elettorale critico. Il nuovo sistema dei partiti incentrati sui candidati è così distinto e così portentoso che non si può più negare la sua esistenza o il suo carattere." 
La Princeton Encyclopedia of American Political History afferma che l'inizio del Sixth Party system debba indicarsi nel 1980, con l'elezione di Reagan e di un Senato a maggioranza repubblicana. Arthur Paulson sostiene: "Indipendentemente dal fatto che il cambiamento elettorale dagli anni '60 sia chiamato 'riallineamento' o meno, il sesto sistema bipartitico è emerso tra il 1964 e il 1972".